# Heat in the Street
Heat in the Street è l'album d'esordio della Pat Travers Band, fondata nel 1978 dal chitarrista Pat Travers.

## Tracce
1. Heat in the Street – 3:57
2. Killer Instinct – 3:20
3. I Tried to Believe – 3:32
4. Hammerhead – 3:41
5. Go All Night – 4:13
6. Evie – 6:09
7. Prelude – 4:11
8. One for Me and One for You – 3:34
9. Hungry for Love – 3:57
10. Guilty of Love – 3:18 (Coverdale)

## Formazione
- Pat Travers - voce, chitarra
- Pat Thrall - chitarra
- Pete Cowling - basso
- Tommy Aldridge - batteria